# Polestar 4
A Polestar 4 egy akkumulátoros elektromos SUV kupé autótípus, amelyet a svéd autógyártó, a Volvo gyárt a Polestar almárka alatt.

## Története
A Polestar 4-et 2023 április 18-án mutatták be, mely a 2020-ban bemutatott Precept koncepcióautón alapul. Már a koncepcióautónál is hátranyújtott üvegtető volt, és nem volt hátsó szélvédő, emellett az ajtókon keret nélküli ablakkal rendelkezett. Ezt átvették a Polestar 4 esetében is. A Polestar 4-et 2023 novemberétől gyártják.

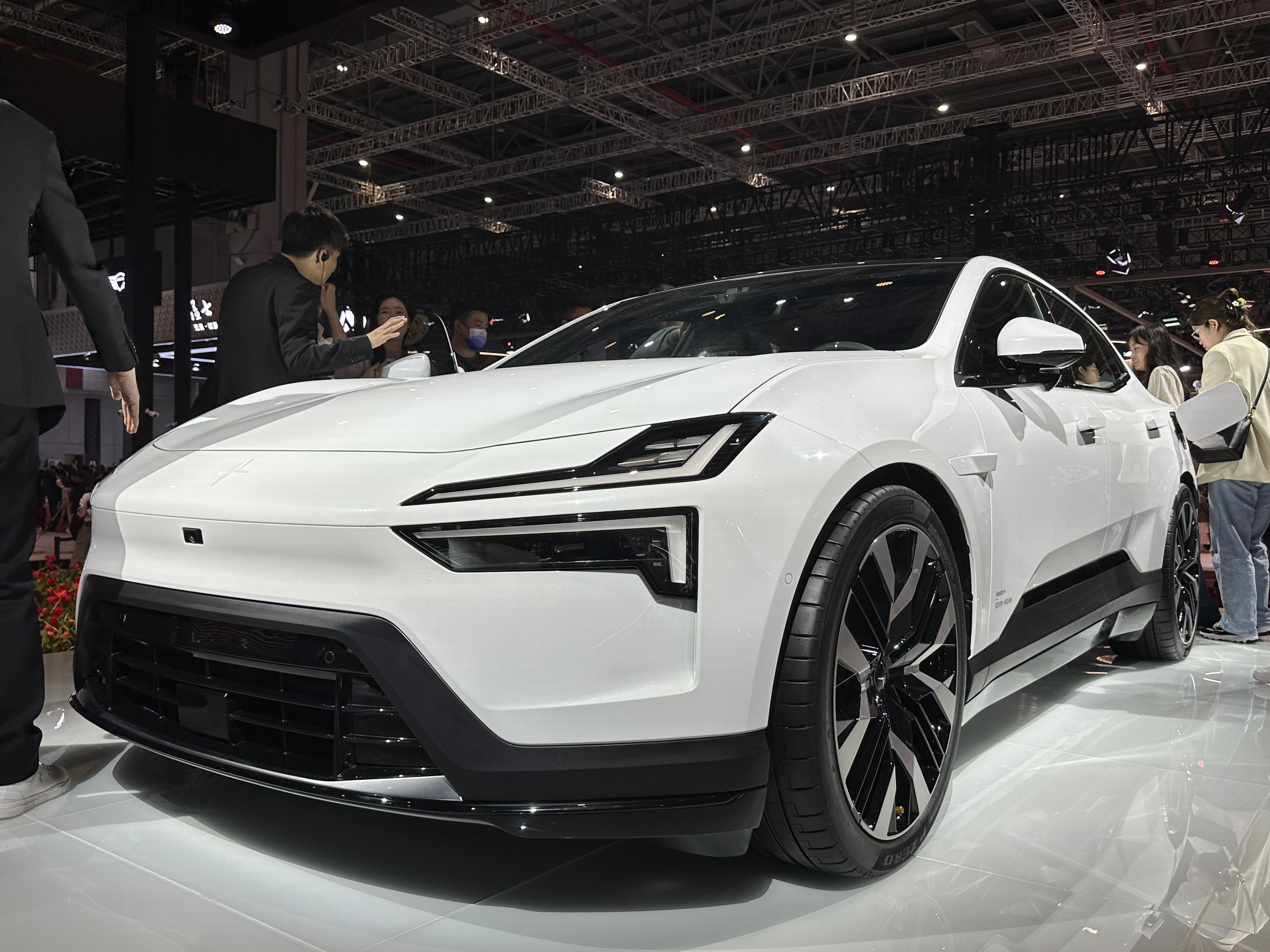
Elölnézetből
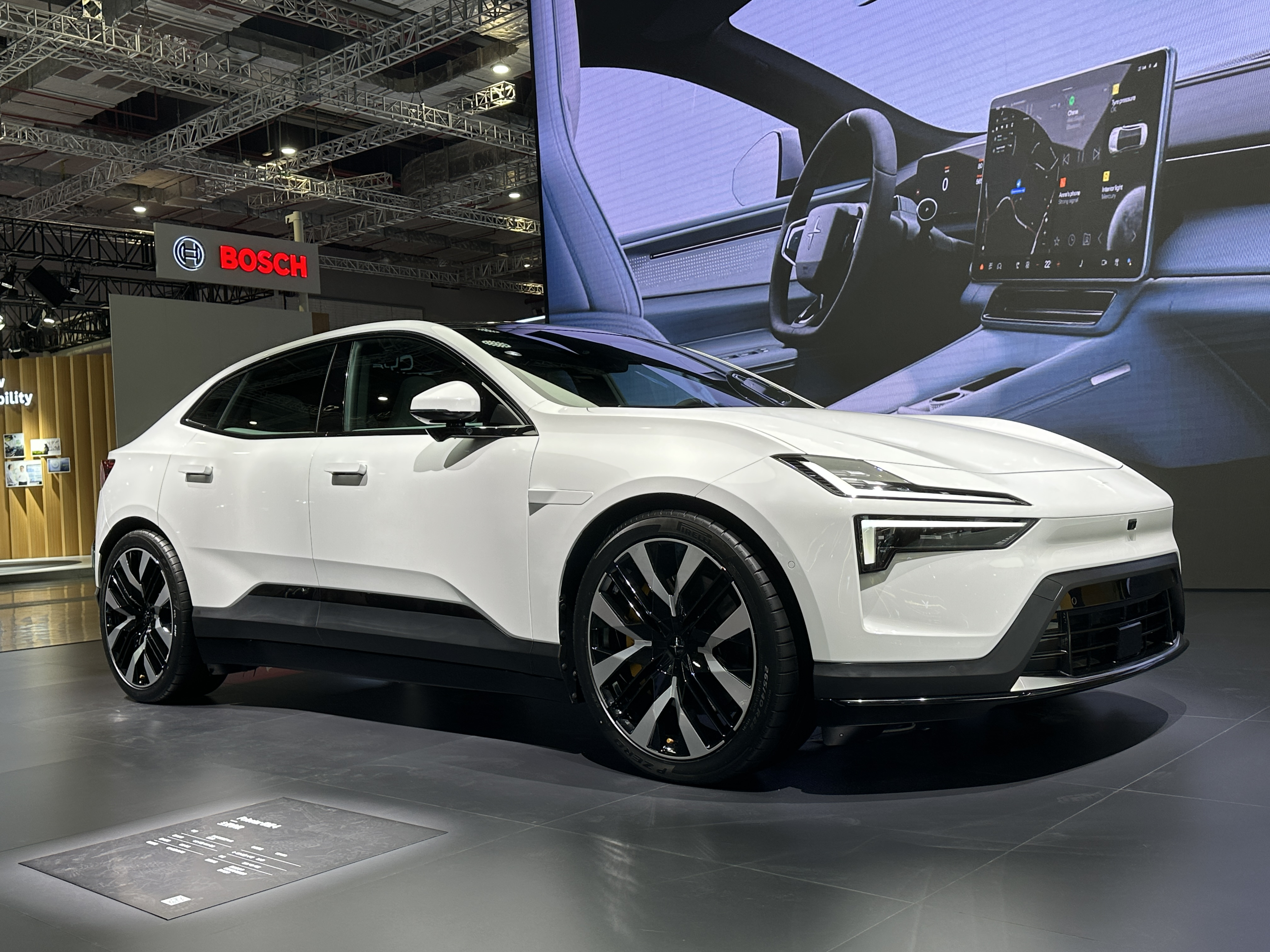
Elölnézetből
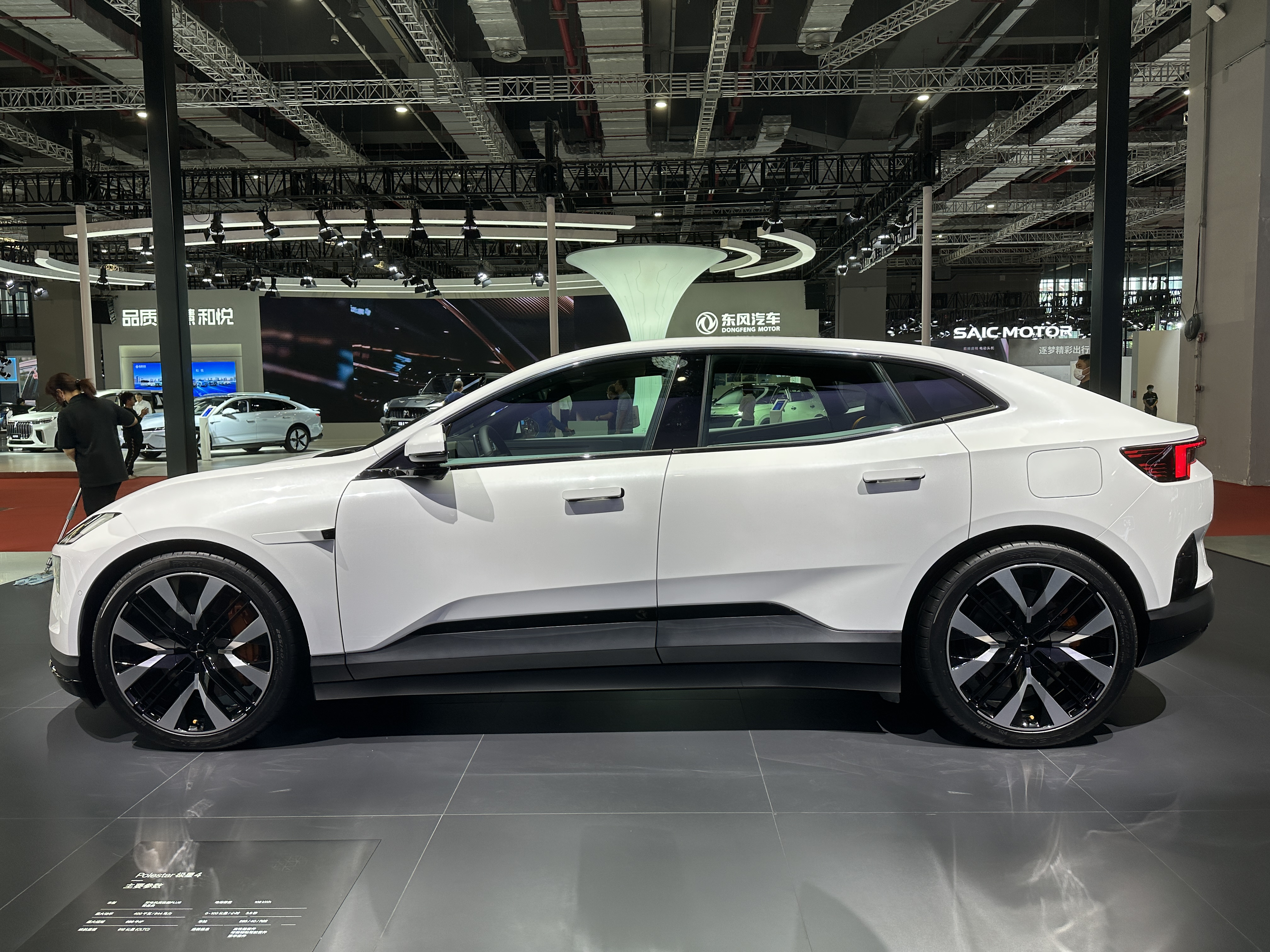
Oldalnézetből
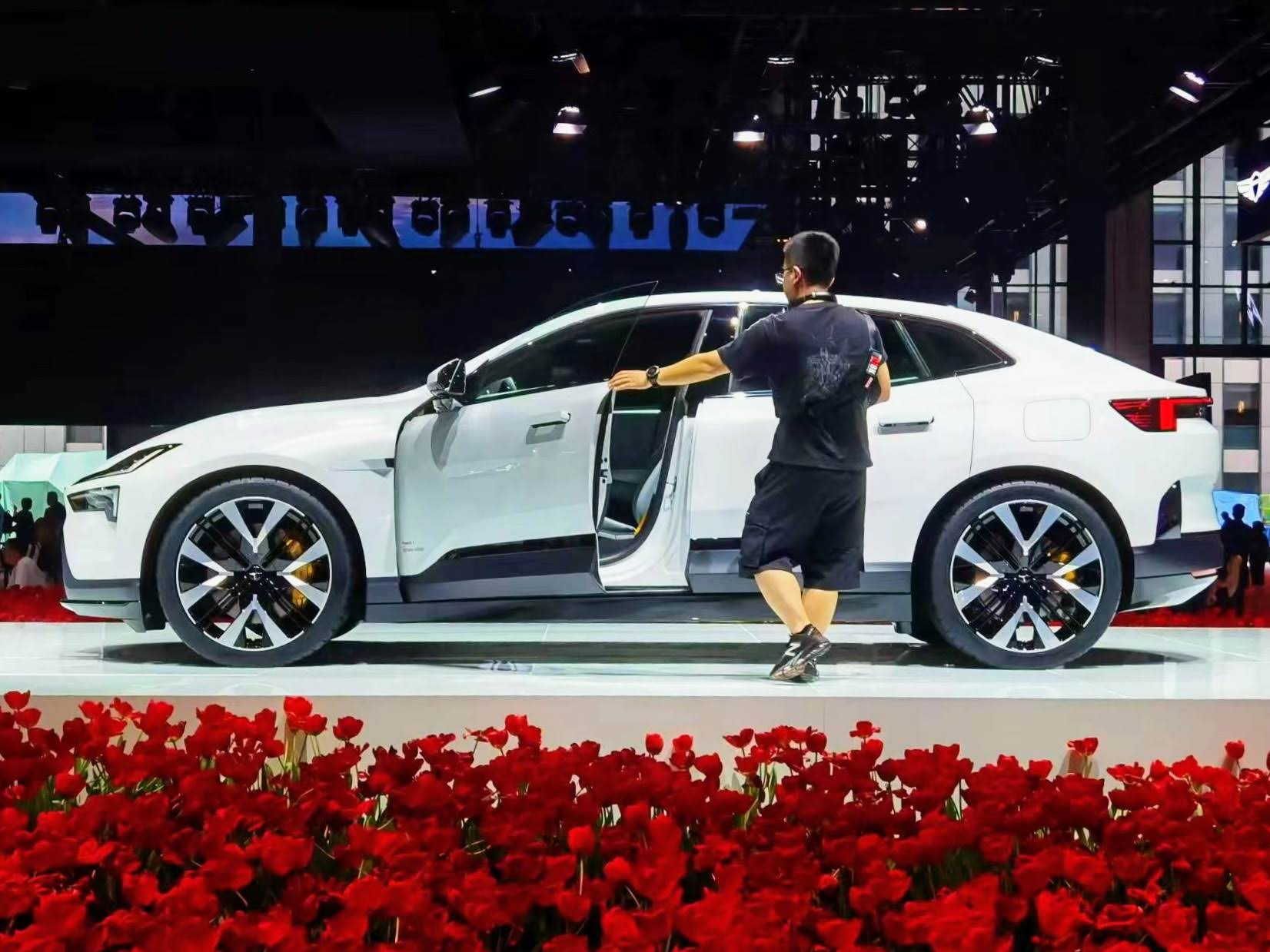
Oldalnézetből
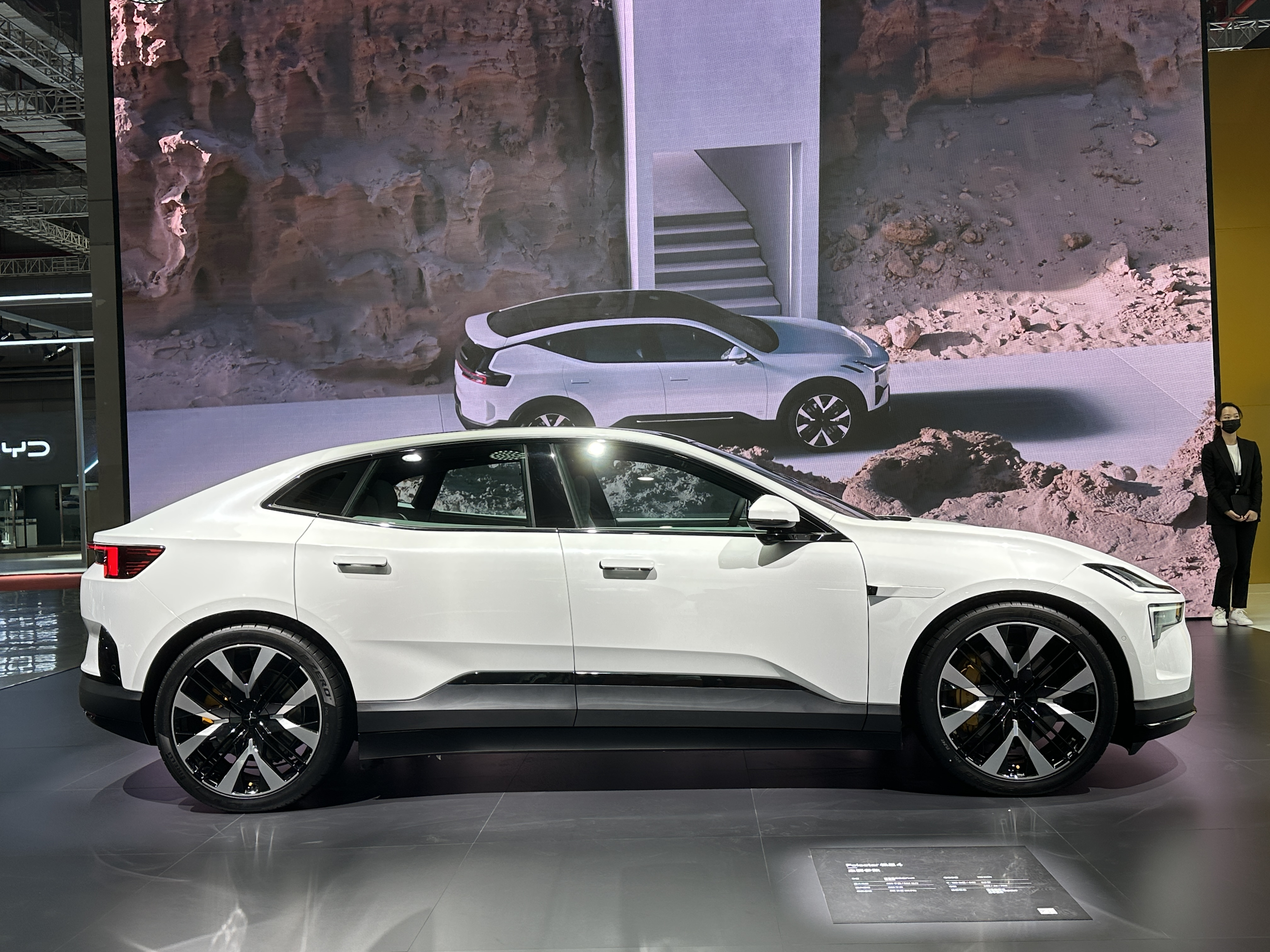
Oldalnézetből
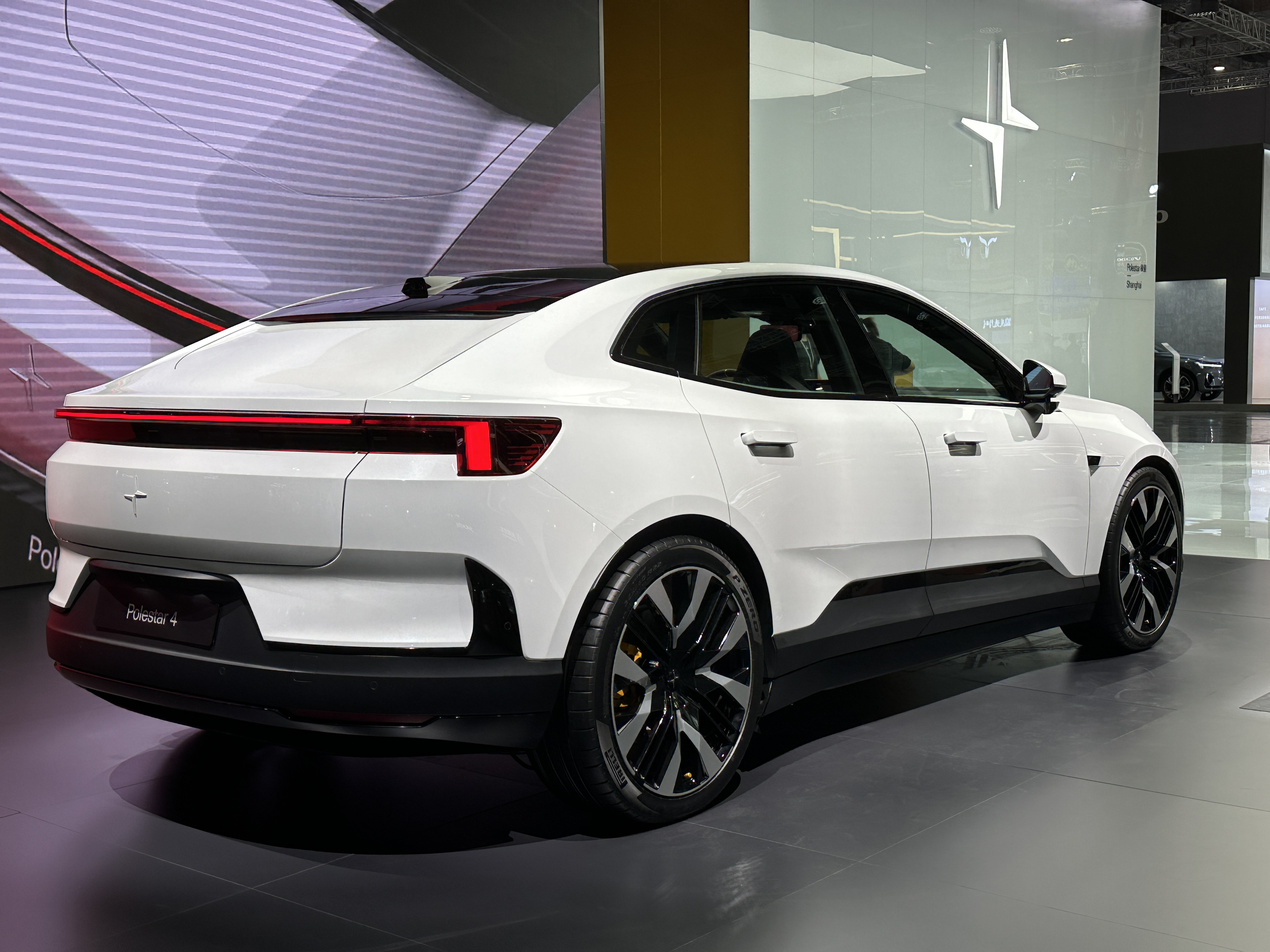
Hátulnézetből
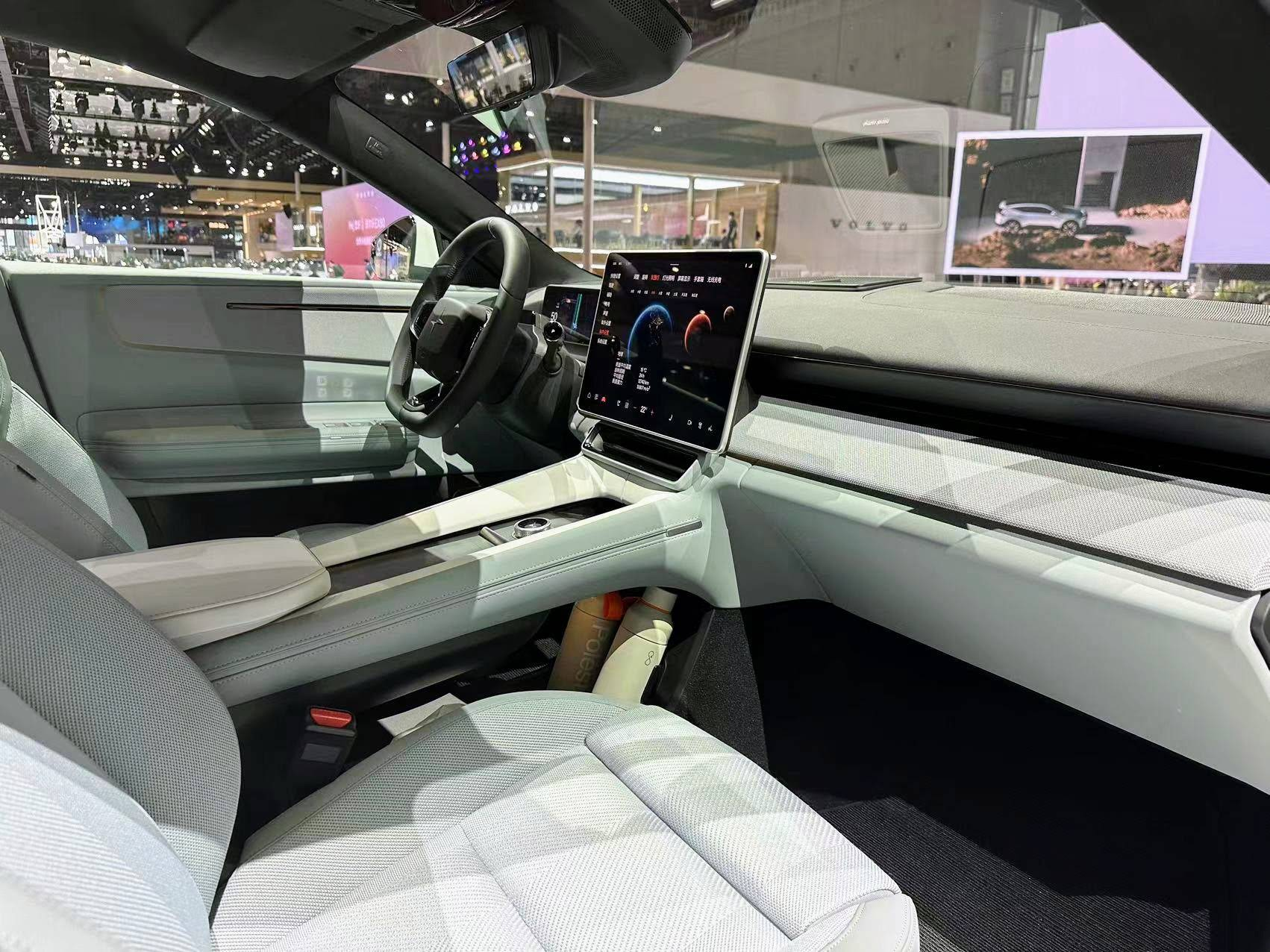
A Polestar 4 belső tere

## Technológia
A Polestar 4 kupé jellege miatt az ajtók keret nélküli ablakokkal rendelkeznek és a tető élesen hátrafelé dől. A Geely által kifejlesztett Sustainable Experience Architecture (SEA) platformon alapul. A körülbelül 2,3 tonnás tömeg egyenlően oszlik el az első és a hátsó tengely között. A változattól függően a Polestar 4-et egy vagy két állandó mágneses szinkronmotor hajtja, amelyek mindegyike 200 kW teljesítménnyel és 343 Nm nyomatékkal rendelkezik.
A nikkel-mangán-kobalt (NMC) akkumulátor a jármű padlójában helyezkedik el, kapacitása 102 kWh. Az akkumulátort CATL gyártja, és 600 km-es hatótávolságot tesz lehetővé.
A vezetői asszisztens rendszerek összesen tizenkét kamerával (köztük egy, a vezető szem- és fejmozgását regisztráló járművezető-figyelő kamerával), egy radarral és tizenkét ultrahangos érzékelővel működik. Mivel a Polestar 4-nek nincs hátsó szélvédője, a tető „uszonyába”  felszerelt hátsó kamera továbbítja a képet a belső visszapillantó tükörben lévő nagy felbontású képernyőre; ugyanakkor ez a tükör használható klasszikus visszapillantó tükörként is.
A Volvo Concept Coupéhoz hasonló kialakítású középkonzol alatt üdítős palackok és poharak helyezhetők el.

## Belső tér
Belül egy 39,1 cm átmérőjű fekvő érintőképernyő található a műszerfal közepén. A hátsó háttámla hét fokkal dönthető.
Opcióként rendelhető négydugattyús Brembo fékekkel rendelkező 22 colos kerekekkel, valamint Pilot-Paket sávváltási asszisztenssel, amely az irányjelző kar megérintésével aktiválható. Opcióként 12 hangszórós audiorendszer is elérhető 1400 wattos Harman/Kardon hibrid erősítővel. A nappa bőrrel borított (skót, állatjóléti tanúsítvánnyal rendelkező bőr) belső térbe 16 hangszóró van beépítve.

## Műszaki adatok
|                                                   | Long Range Single Motor          | Long Range Dual Motor            |
| Gyártási időszak                                  | 2023. novembertől                | 2023. novembertől                |
| A motor jellemzői                                 |                                  |                                  |
| A motor típusa                                    | Hátsó villanymotor               | Elülső és hátsóvillanymotor      |
| Max. teljesítmény                                 | 200 kW                           | 400 kW                           |
| Max. nyomaték                                     | 343 Nm                           | 686 Nm                           |
| Erőátvitel                                        |                                  |                                  |
| Meghajtás                                         | Hátsókerék-meghajtás             | Összkerékmeghajtás               |
| Paraméterek                                       |                                  |                                  |
| Önsúly                                            | 2232 kg                          | 2351 kg                          |
| Max. sebesség                                     | 180 km/óra                       | 200 km/óra                       |
| Gyorsulás, 0-100 km/óra                           | 7,4 mp                           | 3,8 mp                           |
| Energiafogyasztás 100 km-enként (WLTP, kombinált) | 14,8–14,9 kWh                    | 16,7–16,8 kWh                    |
| Az akkumulátor típusa                             | Nikkel-mangán kobalt akkumulátor | Nikkel-mangán kobalt akkumulátor |
| Akkumulátor-kapacitás                             | 102 kWh (bruttó) 94 kWh (nettó)  | 102 kWh (bruttó) 94 kWh (nettó)  |
| Max. töltési teljesítmény (AC)                    | 22 kW                            | 22 kW                            |
| Max. töltési teljesítmény (DC)                    | 200 kW                           | 200 kW                           |
| Hatótávolság (WLTP)                               | 600 km                           | 560 km                           |

## Fordítás
Ez a szócikk részben vagy egészben  a   Polestar 4 című német Wikipédia-szócikk ezen változatának fordításán alapul.  Az eredeti cikk szerkesztőit annak laptörténete sorolja fel. Ez a jelzés csupán a megfogalmazás eredetét és a szerzői jogokat jelzi, nem szolgál a cikkben szereplő információk forrásmegjelöléseként.